# Mandarinski kineski jezik
Mandarinski jezik (pojedn. kineski: 北方話, trad. kineski: 北方话, pinyin: Běifānghuà, hrv. sjeverni govor, sjeverni dijalekt) je jezik iz jezične porodice kineskih jezika. Ima 845.456.760 govornika od čega 840.000.000 u Kini (popis 2000.); 4.320.000 na Tajvanu (1993.); 460.000 (1982.) u Indoneziji; 201.000 Singapuru (1985.); 35,000 u Mongoliji (Johnstone 1993.); 10.600 u Bruneju (2006.); 5.880 u Tajlandu (1984.); 550 Filipinima od 53.273 etničkih (popis 1990.). 
Mandarinski ima nekoliko dijalekata, to su: huabei guanhua (sjevernomandarinski), xibei guanhua (sjeverozapadni mandarinski), xinan guanhua (jugozapadni mandarinski), jinghuai guanhua (jiangxia guanhua).
Mandarinski je nacionalni jezik Kine i službeni jezik koji se uči u svim školama Kine i Tajvana. Piše se hanskim i fonetskim bopomofo (zhuyin fuhao) pismom

## Potvrda o znanju
Postoje dva standardizirana ispita općeg znanja mandarinskog jezika za neizvorne govornike. Prvi je Ispit znanja kineskog jezika ili skraćeno HSK (prema Hànyǔ Shuǐpíng Kǎoshì). Njega sastavlja i polaganje sprovodi agencija Hanban Ministarstva obrazovanja NR Kine. Drugi je Ispit kineskog kao stranog jezika ili skraćeno TOCFL (prema Test of Chinese as Foreign Language). Njega sastavlja i polaganje sprovodi posebno Vijeće pod ingerencijom Ministarstva obrazovanja Tajvana.
U Hrvatskoj se može položiti HSK i to na Konfucijevom institutu, posebnom sveučilišnom odjelu Sveučilišta u Zagrebu.

## Vanjske poveznice
- Katedra za sinologiju Filozofskog fakulteta u Zagrebu
- Konfucijev institut Sveučilišta u Zagrebu